# Mackey
Mackey és una població dels Estats Units a l'estat d'Indiana. Segons el cens del 2000 tenia 142 habitants.

## Demografia
Segons el cens del 2000, Mackey tenia 142 habitants, 60 habitatges, i 40 famílies. La densitat de població era de 685,3 habitants/km².
Dels 60 habitatges en un 30% hi vivien nens de menys de 18 anys, en un 58,3% hi vivien parelles casades, en un 8,3% dones solteres, i en un 31,7% no eren unitats familiars. En el 28,3% dels habitatges hi vivien persones soles el 13,3% de les quals corresponia a persones de 65 anys o més que vivien soles. El nombre mitjà de persones vivint en cada habitatge era de 2,37 i el nombre mitjà de persones que vivien en cada família era de 2,95.
Per edats la població es repartia de la següent manera: un 24,6% tenia menys de 18 anys, un 3,5% entre 18 i 24, un 30,3% entre 25 i 44, un 19,7% de 45 a 60 i un 21,8% 65 anys o més.
L'edat mediana era de 38 anys. Per cada 100 dones de 18 o més anys hi havia 84,5 homes.
La renda mediana per habitatge era de 33.750 $ i la renda mediana per família de 44.375 $. Els homes tenien una renda mediana de 38.750 $ mentre que les dones 21.875 $. La renda per capita de la població era de 14.282 $. Entorn del 6,5% de les famílies i el 8% de la població estaven per davall del llindar de pobresa.

## Poblacions més properes
El següent diagrama mostra les poblacions més properes.